# أحمد جونسون
آنثوني نوريس (بالإنجليزية: Ahmed Johnson)‏ مصارع أمريكي محترف متقاعد ولاعب كرة قدم ولد في 6 يونيو 1963 في ولاية فلوريدا في الولايات المتحدة الأمريكية بدا مسيرته المهنية عام 1989 واعتزل المصارعة عام 2003 . خلال مسيرته كمصارع محترف، كان معروف لوقته في الدبليو دبليو إف من 1995 إلى 1998 تحت اسم الحلبة أحمد جونسون، حيث فاز ببطولة دبليو دبليو إف القارات، مما يجعله أول أفريقي أمريكي يربح بطولة فردية في الدبليو دبليو إف.

## وصلات خارجية
- أحمد جونسون على موقع WrestlingData.com (الإنجليزية)
- أحمد جونسون على موقع CageMatch worker (الإنجليزية)
- أحمد جونسون على موقع قاعدة بيانات المصارعة على الإنترنت (الإنجليزية)
- أحمد جونسون على موقع عالم المصارعة على الإنترنت (الإنجليزية)
- أحمد جونسون على موقع عالم المصارعة على الإنترنت (الإنجليزية)

- أحمد جونسون على موقع IMDb (الإنجليزية)
- أحمد جونسون على موقع قاعدة بيانات الفيلم (الإنجليزية)